# The Doll Family
The Doll Family waren ein in den Vereinigten Staaten auftretendes Bühnen- und Showquartett, bestehend aus vier kleinwüchsigen Geschwistern, die ursprünglich im sächsischen Stolpen geboren wurden. Ihre Eltern waren Emma und Gustav Schneider, die auch drei weitere Kinder von gewöhnlicher Größe hatten.

## Showkarriere
Kurt und Frieda, die älteren der vier, sammelten bereits in Deutschland erste Bühnenerfahrungen als Hänsel und Gretel. Sie wurden vom amerikanischen Showproduzenten Bert W. Earles entdeckt, der die beiden im Jahre 1915 in die Vereinigten Staaten lotste. Dabei übernahmen die Geschwister Schneider in Amerika den Namen ihres Entdeckers und nannten sich fortan Earles mit Nachnamen. Sie gaben sich auch amerikanische Vornamen: Gracie und Harry anstelle von Frieda und Kurt. Ihre beiden jüngeren Geschwister zogen, als sie ein gewisses Alter erreicht hatten, in den 1920er-Jahren ihren älteren Geschwistern in die USA nach. Auch sie gaben sich die amerikanischen Namen Daisy und Tiny und führten Earles als Nachname an. Nach dem Tod ihres Entdeckers Bert Earles in den 1930er-Jahren benannten sich die Geschwister um und traten fortan als „The Doll Family“ (Die Puppen-Familie) auf.
In den 1910er-Jahren waren die beiden älteren Geschwister bereits bei verschiedenen Wildwestshows angestellt gewesen. Anschließend arbeiteten die Geschwister über Jahrzehnte bei dem renommierten Ringling Bros. and Barnum & Bailey Circus, wo sie als Sänger, Tänzer und Schauspieler auftraten. Bei Gelegenheit traten die Geschwister auch im Hollywood-Film auf: Daisy und Harry wurden einem breiten Publikum durch den Horrorfilm Freaks (1932) bekannt, wo sie ein Liebespaar spielten; beim Filmklassiker Der Zauberer von Oz (1939) waren die vier Geschwister als Mitglieder des Munchkin-Zwergenvolkes zu sehen. Da es aber nur wenige Filmrollen für Kleinwüchsige gab, blieben die Doll-Geschwister weiterhin hauptsächlich in Shows und beim Zirkus aktiv. Ende der 1950er-Jahre zogen sich die Geschwister gemeinsam aus dem Showgeschäft zurück.

## Mitglieder
- Gracie Doll Earles (geborene Frieda A. Schneider; * 12. März 1899, † 8. November 1970)
- Harry Doll Earles (geborener Kurt Fritz Schneider; * 3. April 1901/1902, † 4. Mai 1985)
- Daisy Doll Earles (geborene Hilda Emma Schneider; * 29. April 1907, † 15. März 1980)
- Tiny Doll Earles (geborene Elly Annie Schneider; 23. Juli 1914, † 6. September 2004)

## Gemeinsames Leben und Ruhestand
Die vier Geschwister waren stets eng miteinander verbunden, sie lebten und arbeiteten zusammen. Einzig Daisy war 1942 für eine kurze Zeit mit einem Mann von normaler Größe verheiratet, ließ sich aber im selben Jahr wieder scheiden. Durch ihre vier Jahrzehnte im Showgeschäft brachten die Geschwister ein ordentliches Vermögen zusammen. Davon kauften sie sich Ende der 1950er-Jahre ein Haus in Sarasota, Florida. Dort verlebten sie ihren Lebensabend. Als letztes der Geschwister starb Tiny 2004 im Alter von 90 Jahren.